# Felipe Calderón y Roca
Felipe Gonzales Calderón y Roca fue un abogado, político e intelectual filipino de lengua española, conocido como el "padre de la Constitución de Malolos".

## Biografía
Nació en 4 de abril de 1868 en Santa Cruz de Malabón, Cavite, de padres de sangre española.
Licenciado en Derecho por la Universidad de Santo Tomás, posteriormente trabajó como pasante en el bufete del prestigioso abogado manileño Cayetano Arellano.
Al estallar la revolución de 1896, se unió a los revolucionarios. Arrestado en Fuerte Santiago, fue juzgado y absuelto.
Tras la llegada de Emilio Aguinaldo a Cavite desde Hong Kong, Calderón se unió a las fuerzas nacionalistas.
Elegido en el Congreso de Malolos por el distrito de Paraguas, redactó el proyecto de la Constitución.
Cuando estalló la guerra Filipino-Estadounidense, se entregó a los estadounidenses en Manila.
Murió de un “cólico miserere” o peritonitis el 6 de julio de 1908.

## Carrera
En 1899 fundó el Colegio de Abogados de Manila, actuando como Decano y profesor de la Escuela de Derecho.
En 1904 fue nombrado miembro de la comisión que redactó el proyecto del Código Penal.
Escribió “Mis memorias sobre la Revolución” publicado en 1907. Fundó igualmente la Enciclopedia de Filipinas y la Asociación Histórica.